# Vía verde del Tarazonica
La Vía Verde del Tarazonica es un corredor senderista y cicloturista que discurre sobre el trazado de un antiguo ferrocarril de vía estrecha, el Ferrocarril Tudela a Tarazona, popularmente conocido como El Tarazonica, que durante los siglos XIX y XX unía las localidades españolas de Tudela (Navarra) y Tarazona (Zaragoza). La vía verde fue habilitada entre los años 1999 y 2000 y tiene un recorrido de 22 kilómetros que discurren por el valle del río Queiles entre las provincias de Navarra y Zaragoza.

## Historia
La Compañía del Ferrocarril del Norte construyó en 1885 una línea ferroviaria de vía estrecha entre Tudela y Tarazona. En Tudela se unía con la línea Zaragoza-Miranda de Ebro, de la misma compañía. El tren era lento e ineficiente, como muchos otros de sus características. Era conocido popularmente como "El Tarazonica" y "El Escachamatas".
RENFE convirtió el trazado a vía de ancho español en 1953. Pero el ferrocarril continuó sin ser rentable, y se cerró definitivamente en 1972. Los raíles permanecieron en su lugar otros 20 años, hasta que fueron levantados a principios de los 90.
A finales de la década de 1990, el Ayuntamiento de Tudela y la Mancomunidad Intermunicipal de Tarazona y Moncayo iniciaron conversaciones con RENFE a fin de obtener del ente ferroviario la cesión de los terrenos por los que discurría la vía de El Tarazonica con el propósito de convertirlo en un corredor para actividades de senderismo y cicloturismo siguiendo el modelo de vías verdes ya puesto en marcha en otros lugares de España. 
Obtenida la cesión, el Ayuntamiento de Tudela y la Mancomunidad de Tarazona y Moncayo decidieron constituir un consorcio para la gestión de la vía verde. El Consorcio es quien se encargó entre los años 1999 y 2000 de llevar a cabo las obras de adecuación de la vía verde y quien desde entonces gestiona el mantenimiento del corredor y su promoción.

## Gestión y administración
La vía verde está gestionada por el Consorcio de la Vía Verde del Tarazonica, una entidad local interprovincial constituida en 1999 por el Ayuntamiento de Tudela y la Mancomunidad Intermunicipal de Tarazona y Moncayo que son las entidades consorciadas fundadoras. Posteriormente, se adhirieron al consorcio el resto de municipios navarros y zaragozanos por los que discurre el trazado de la vía.
Por disposición estatutaria la presidencia del Consorcio corresponde alternativamente cada dos años al alcalde de Tudela y al presidente de la Comarca de Tarazona y el Moncayo (institución sucesora de la Mancomunidad Intermunicipal de Tarazona y Moncayo). Del mismo modo, la sede del Consorcio también alterna bienalmente entre Tudela y Tarazona.

## Descripción
El recorrido de la vía verde tiene 22 kilómetros, discurre por la margen derecha del río Queiles y atraviesa los términos municipales de Tudela, Murchante, Ablitas, Cascante, Tulebras, Barillas, Monteagudo, Malón, Novallas, Vierlas y Tarazona. Sigue en la mayoría del recorrido el antiguo trazado del ferrocarril, aunque en otros se desvía en mayor o menor medida por caminos más modernos. La ruta parte de la actual estación de ferrocarril de Tudela. Desde ella se toma un carril-bici que circula en un principio sobre el Camino Caritat y que pasa junto a una locomotora que en sus tiempos circuló por el Tarazonica. Tras pasar sobre las actuales vías de RENFE se alcanza el trazado del antiguo ferrocarril de vía estrecha que se dirige hacia el sur, hacia el monte Moncayo.
A los 6 km la vía llega a la estación de Murchante, que dista dos kilómetros del pueblo. Junto a ella se ha acondicionado un lugar de descanso. Continúa frente a las ruinas del despoblado de Urzante para alcanzar la estación de Cascante, junto a la que hay otra área de descanso (a 10 km de la salida). Dos kilómetros más adelante se llega a la antigua estación de Tulebras, junto al Monasterio de Santa María de la Caridad (primer convento cisterciense femenino de España, creado en el siglo XII).
Ya en territorio aragonés la ruta llega a las estaciones de Malón (km 15), una del ferrocarril de vía estrecha y otra del de vía ancha. Tras pasar junto a otra área de descanso se llega al apeadero de Vierlas (que nunca se utilizó). Otra área de descanso, y la vía llega a los 22 km de su recorrido, que finaliza en la estación de Tarazona. Su edificio ha sido convertido en Centro Cultural.

## Carrera popular Vía Verde del Tarazonica
Anualmente y organizada por el Club Atletismo Tarazona, los ayuntamientos de Tarazona, Cascante y Tudela y el Consorcio de la Vía Verde del Tarazonica, tiene lugar por el recorrido de la vía verde la Carrera Popular Vía Verde del Tarazonica. La carrera está compuesta por una prueba de media maratón y otra carrera de 10 kilómetros. La modalidad de media maratón completa el recorrido completo de la vía verde y se disputa un año con salida en Tudela y meta en Tarazona y al año siguiente con salida en Tarazona y meta en Tudela.